# Bryan Rust
Bryan Peter Rust (ur. 11 maja 1992 w Pontiac, Michigan) – amerykański hokeista, gracz ligi NHL, reprezentant Stanów Zjednoczonych. Dwukrotny zdobywca Pucharu Stanleya. 

## Kariera klubowa
- University of Notre Dame (2010 - 01.04.2014)
- Pittsburgh Penguins (01.04.2014 -
  -  Wilkes-Barre/Scranton Penguins (2014 - 2016)

## Kariera reprezentacyjna
- Reprezentant USA na MŚJ U-18 w 2010

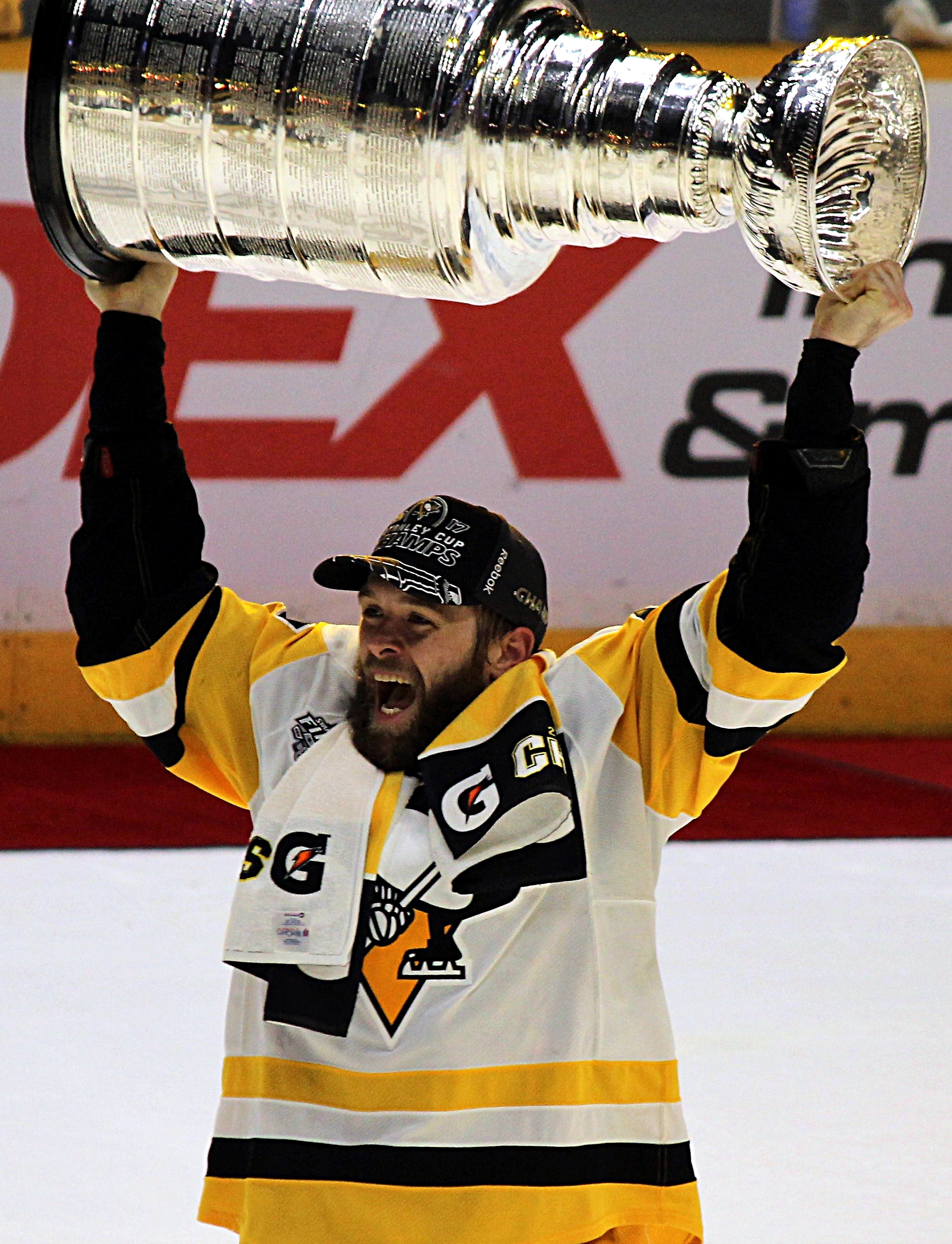
11.06.2017 Z Pucharem Stanleya

## Sukcesy
Reprezentacyjne
- Złoty medal z reprezentacją USA na MŚJ U-18 w 2010

Klubowe
- Puchar Stanleya z zespołem Pittsburgh Penguins w sezonie 2015-2016
- Puchar Stanleya z zespołem Pittsburgh Penguins w sezonie 2016-2017